# Lars-Göran Arwidson
Skinnar Lars-Göran Arwidson (ur. 4 kwietnia 1946 w Malung) – szwedzki biathlonista, dwukrotny medalista olimpijski.

## Kariera
Karierę sportową rozpoczął od biegów narciarskich. W 1968 roku znalazł się w kadrze Szwecji na igrzyska olimpijskie w Grenoble, gdzie w biegu indywidualnym zajął 17. miejsce. Trzy dni później, wspólnie z Tore Erikssonem, Olle Petrussonem i Holmfridem Olssonem wywalczył brązowy medal w sztafecie.
W kolejnym roku wystąpił na mistrzostwach świata w Zakopanem, gdzie zajął 42. miejsce w biegu indywidualnym. Jeszcze sześciokrotnie startował na imprezach tego cyklu, najlepszy indywidualny wynik osiągając podczas mistrzostw świata w Mińsku w 1974 roku, gdzie zajął dziewiąte miejsce w sprincie.
W międzyczasie wystartował na igrzyskach olimpijskich w Sapporo w 1972 roku, zdobywając swój drugi i zarazem ostatni medal. Tym razem zajął trzecie miejsce w biegu indywidualnym, przegrywając tylko z Norwegiem Magnarem Solbergiem i Hansjörgiem Knauthe z NRD. W rozgrywanej dwa dni później sztafecie Szwedzi z Arwidsonem w składzie zajęli piąte miejsce. Brał też udział w igrzyskach w Innsbrucku cztery lata później, gdzie był dziesiąty w biegu indywidualnym i ósmy w sztafecie.
Po zakończeniu kariery pracował między innymi jako trener.
Jego syn, Tobias Arwidson, także został biathlonistą.

## Osiągnięcia

### Igrzyska olimpijskie
| Rok  | Miejscowość | Konkurencje | Konkurencje | Konkurencje | Konkurencje | Konkurencje | Konkurencje | Konkurencje |
| Rok  | Miejscowość | IN          | SP          | PU          | MS          | RL          | MR          | SR          |
| ---- | ----------- | ----------- | ----------- | ----------- | ----------- | ----------- | ----------- | ----------- |
| 1968 | Grenoble    | 17.         | nd.         | nd.         | nd.         | 3.          | nd.         | –           |
| 1972 | Sapporo     | 3.          | nd.         | nd.         | nd.         | 5.          | nd.         | –           |
| 1976 | Innsbruck   | 10.         | nd.         | nd.         | nd.         | 8.          | nd.         | –           |

### Mistrzostwa świata
| Rok  | Miejscowość | Konkurencje | Konkurencje | Konkurencje | Konkurencje | Konkurencje | Konkurencje | Konkurencje |
| Rok  | Miejscowość | IN          | SP          | PU          | MS          | RL          | MR          | SR          |
| ---- | ----------- | ----------- | ----------- | ----------- | ----------- | ----------- | ----------- | ----------- |
| 1969 | Zakopane    | 42.         | nd.         | nd.         | nd.         | –           | nd.         | –           |
| 1970 | Östersund   | 24.         | nd.         | nd.         | nd.         | 5.          | nd.         | –           |
| 1971 | Hämeenlinna | 24.         | nd.         | nd.         | nd.         | 6.          | nd.         | –           |
| 1973 | Lake Placid | 23.         | nd.         | nd.         | nd.         | 6.          | nd.         | –           |
| 1974 | Mińsk       | 38.         | 9.          | nd.         | nd.         | 5.          | nd.         | –           |
| 1975 | Anterselva  | 26.         | 12.         | nd.         | nd.         | 7.          | nd.         | –           |
| 1976 | Anterselva  | nd.         | 14.         | nd.         | nd.         | nd.         | nd.         | –           |